# 切里克里克 (內華達州)
切里克里克（英語：Cherry Creek）是位於美國內華達州白松縣的非建制地區。

## 歷史
切里克里克的郵局於1873年設立，其後於1974年停運。

## 地理
切里克里克所處的海拔為高於海平面1863米（即6113英呎），而該地所採用的時區為UTC-8，即太平洋时区（PST）。同時該地設有夏令時間，為UTC-8調快一小時，即UTC-7（PDT）。